# Mia Hoang
Mia Hoang, nell'onomastica vietnamita Hoang Thuy (in vietnamita: Hoàng Thùy, più completo: Hoàng Thị Thùy; Thanh Hóa, 15 marzo 1992), è una modella vietnamita con cittadinanza britannica, vincitrice della seconda edizione del talent show Vietnam's Next Top Model.
È la prima modella vietnamita ad apparire sulle riviste di Elle, Grazia, Vogue. È anche una delle pochissime modelle vietnamite che lavora regolarmente su passerelle internazionali, partecipa a settimane della moda come la Settimana della moda di Londra e la Settimana della moda di New York. Si dice spesso che sia la modella vietnamita di maggior successo sulla passerella internazionale.

## Biografia
Thuy nasce il 15 marzo 1992 in una famiglia povera nel Tinh Gia, a Thanh Hóa, in Vietnam. Ha una sorella minore di nome Linh Hoang (vietnamita: Hoàng Linh) che è una concorrente nel concorso di bellezza Miss Universo Vietnam 2019. Si è diplomata al Liceo di Tinh Gia 1 nel 2010. Quando Madonna era al secondo anno all'università di architettura di Hanoi, partecipò al talent show Vietnam's Next Top Model 2011. Questo segna l'inizio della sua carriera come modella. Nel 2016, ha iniziata a iscriversi alla Central Saint Martins di Londra.

## Vietnam's Next Top Model 2011
Ha partecipato al talent show Vietnam's Next Top Model nel 2011 ed è stata annunciata come vincitrice l'8 gennaio 2012. È stato successivamente rivelato che Tyra Banks, che è la "madre" del franchise Next Top Model, ha scelta Thuy per essere il vincitrice.

## Top Model of the World 2012
Ha partecipato al concorso Top Model of the World 2012 a Berlino, Germania, dove si è piazzata nella Top 15 e ha anche vinto il premio Best Catwalk Award.

## Istruttrici di The Face Vietnam 2017
Era una delle tre istruttrici del concorso The Face Vietnam nel 2017. Una ragazza concorrente sceglierebbe per sé una squadra per competere con le concorrenti dell'altra squadra. C'erano tre squadre ospitate da tre istruttori (Thuy Hoang, Lan Khue, Minh Tu Nguyen). La vincitrice del concorso è stata Tu Hao, che appartiene alla squadra di Khue.

## Miss Universo Vietnam 2017
Dopo la fine di The Face Vietnam, ha partecipato a Miss Universo Vietnam 2017, piazzandosi al secondo posto. Il titolo, infine, è stato vinto dalla H'Hen Niê.

## Miss Universo 2019
Dopo la fine di Miss Universo Vietnam 2017, Miss Hen è diventata rappresentante del Vietnam a Miss Universo 2018 e piazzandosi al quinto posto (Top 5). Il 6 maggio 2019, Thuy Hoang è stata nominata ufficialmente rappresentante del Vietnam presso Miss Universo 2019.